# Новац
Новац (паре или лова) је специфична роба коју је развитак робне производње и размене издвојио из осталог робног света да монополски врши улогу општег еквивалента. На тај начин новац представља прометну вредност која је апстрактан израз целокупног богатства друштвене заједнице, а уједно служи и као универзално средство за међусобно упоређивање и размењивање свих производа људског рада.
Новац је економско добро које служи у размени материјалних добара и услуга између учесника у робном промету. Он је настао као објективна потреба ефикаснијег функционисања робне производње. У току свог историјског развоја улогу новца су обављале веома различите врсте материјала од стоке преко метала до данашњег чистог папирног новца. Развој новца је директно везан за развој робне производње. У почетку су се робе мењале једна за другу (Р-Р) - трампа, у каснијем периоду било је могуће за једну врсту робе добити било коју другу или више њих у истој вредности и на крају се издвојила једна врста робе која је постала општи еквивалент коју су прихватали сви учесници размене, односно новац у данашњем смислу речи.
Новац има неколико друштвених функција. У функцији мере вредности, новац својом мањом или већом количином употребне вредности изражава вредност било које врсте робе. Новац у функцији средстава промета је посредник у размени, где се роба прво продаје за новац а он поново мења за жељену робу (Р-Н-Р). Новац као благо је новац који се повлачи из оптицаја и акумулира јер он као симбол богатства и моћи може да се претвори у било коју другу врсту робе у сваком тренутку. У функцији средства плаћања новац не мора да буде стварно присутан у моменту продаје робе већ се прихвата као имагинарна вредност (претпостављени новац), а стваран новац се појављује тек кад пристигне рок за плаћање робе. Светски новац је такође функција новца која је значајна у међународној размени и најчешће се употребљава као средство плаћања разлике између увоза и извоза.
У оптицају постоје различити облици новца. Метални новац односно кованице су комади метала (најчешће злато) који имају тачно утврђен квалитет, облик и тежину и који је представљају стварну вредност (злато). Папирни новац за разлику од металног нема стварну вредност, јер не зависи од злата већ од цена добара која се могу за њега добити. Као кредитни новац користе се менице (као писмена гаранција да ће купац платити робу у предвиђеном року) и готовински чек (налог банци за исплату одређене суме новца) јер су временом повериоци или продавци схватили да их могу користити у плаћању својих дугова.
Укупна количина новца у оптицају има велики значај у функционисању неке привреде. Када се појави већа количина новца у оптицају таква појава се назива инфлација, а супротно томе мања количина новца у оптицају од потребне се назива дефлација. Нарушавање монетарне равнотеже односно равнотеже између расположиве количине новца и стварне потребе за новцем доводи до застоја у извршавању робно-новчаних трансакција и доспелих обавеза.

## Историја новца
Пре настанка самог новца у данас нам познатом облику и сврси, његову основну функцију у она прадавна времена имала је на пример стока, шкољке, крзно, жито, какао и томе слично. О томе нам сведочи и сам стари латински назив за новац - pecunia (pecus - говедо). У свету нумизматике одавно су већ познате легенде о многим острвским народима Пацифика и Атлантског океана, а који су у ту сврху користили морске шкољке. Што су биле егзотичније и ређе, имале су и већу вредност. Такође, постоје занимљиве приче из не тако далеких давнина о огромним комадима гранита те монолитних каменчића, које су неки далекоисточни народи користили као основно платежно средство своје културе. Са све већим развојем трговине, прекоморских истраживања, те ширења светског тржишта, снажно јача и потреба за изналажењем некаквог практичнијег и универзалнијег облика одређивања вредности.
Тако настаје први новац, који у свом прапочетку имао облик грумена, шипке или предмета од племенитих ковина, злата и сребра. Такав првобитни облик новца поново није био баш практичан, јер би се морао увек изнова вагати, да би се добила реална вредност. С временом бивају утврђена основна правила о тежини и квалитету новца, укључујући оно најважније, да његова номинална вредност мора бити иста с вредношћу стварног садржаја таквог новца. Али касније се од тих правила одустало, јер се нису показала добрим у пракси.
Први новац, сличан данашњем, настаје у 7. веку пре Христа, дакле пре 2700 година. То се десило у малој држави која се звала Лидија у Малој Азији. Тај се прановац израђивао од електрума, природне легуре злата и сребра. Кроз будуће векове осим електрума се у изради новца користило злато, сребро, бакар, бронза, а последњих тек стотинак година још и никал и гвожђе. Први су новци израђивани потпуно ручно и та се основна техника производње у ствари врло мало кроз време мењала све до 16. века када су настале прве машине за његово ковање. У 1. веку наше ере постојао је занимљив пословни обичај додатног још обиљежавања новца симболима, монограмима или именима.
У античка времена старе Грчке и вечног града Рима, те вријеме Британског царства, новац су углавном издавале државе и њихови владари. На пример, Александар Велики (356-323. п. н. е.) велики Македонски краљ следи пример свога оца Филипа II, те на свом новцу приказује многобројна старогрчка божанства и њихове јунаке. Међу њима се посебно истицала сребрна тетрадрахма с ликом Херакла. Након Александрове смрти, наставило се са израдом таквог новца из сасвим једног једноставног разлога, био је врло угледно и цењено платежно средство у читавом тадашњем свету. Тако је на крају у ствари врло значајним био онај први корак замене лика Александра Великог с новца од стране његовог насљедника. А то је учинио Птолемеј I Сотер, краљ Египта, првенствено мотивисан све већим економским, војним и културним растом своје велике државе поред реке Нила. У старој Грчкој свака држава је имала своју владу која је имала пуно право да израђује свој новац. На таквим новцима углавном су се налазили ликови божанстава и јунака, који су државници сматрали заштитницима и као таквим их културно поштовали. Стари Грци су свој новац углавном звали тетрадрахма и дидрахма, отуда потиче и овај данашњи назив њихове службене националне валуте, драхма.

## Дефиниција новца
На теоријском нивоу не постоји сагласност у дефинисању новца. Постоје различити приступи дефинисању новца у оквиру економске теорије.
По стандардној, уџбеничкој дефиницији, новац је све оно што служи као:
1. средство размене
2. чувар вредности (или имовине)
3. јединица обрачуна

Полазећи од дефиниције која покушава да направи разлику између комплексног концепта као што је новац од осталих концепата, новац се посматра као: Било шта што је у заједничкој употреби и опште прихваћено као средство размене или као мера вредности.

## Функције новца
Треба разликовати две групе новчаних функција:
- функције које обухватају садржину новца па тиме одређују појам новца-класичне функције новца
- функције које обухватају особине новца које у различитим периодима различито делују-допунске функције

Класичне функције новца су:
- новац као средство размене (прометно средство)
- новац као мера вредности
- новац као платежно средство
- новац као благо
- новац као светски новац

Допунске функције новца су:
- новац као конзерватор вредности
- новац као знак солвентности и ликвидности
- новац као гарант слободе потрошача

## Класичне функције новца

### Новац као средство размене
Новац утиче и на успешност тако што људима омогућава да се специјализују у ономе што најбоље раде. Појавом новца решава се проблем који се јавља код трампе, тако да се тиме чин продаје одваја од чина куповине. Функцију новца као средства размене обавља готов новац и депозитни новац, као и друга (квазиновчана) средства над којима се за компензацију за ризик ликвидности увек узима камата или неки други приход. Функцију новца могу обављати и алтернативне валуте, од којих је један пример Кром алтернативна валута.

### Новац као мерна вредност
Новац служи као израз вредности. Захваљујући новцу, могуће је упоређивати вредности различитих производа, јер ће се једноставно упоредити количина новца коју је потребно дати за један, односно за други производ.

### Новац као платежно средство
Ово је функција новца са правног гледишта. Новац се у функцији платежног средства користи у кредитним трансакцијама. Са развојем робне производње, продавац постаје поверилац, а купац дужник тако да и новац добија другу функцију и постаје платежно средство. Функција произилази из чињенице да се не мора поклапати време куповине са временом плаћања.

### Новац као благо
Уместо гомилања блага у разним натуралним облицима, појава новца је створила могућност да га његови власници чувају и ангажују кад желе. У данашње време, када су развијени штедно-кредитни односи, чување новца је све ређе. Чување новца као блага може да има психолошке или економске мотиве.

### Новац као светски новац
Ова функција новца произилази из потребе да се на основу међународне поделе рада врши размена између појединих земаља. Новац који је могао да служи као светски новац било је злато које је због своје вредности и употребе вредности постало универзална роба једнака за све, без ограничења на земљу произвођача. У савременом међународном платном промету плаћање између појединих земаља је на основу курсева валута.

## Допунске функције новца

### Новац као конзерватор вредности
Ова функција произилази из чињенице да се новац који се поседује не мора одмах користити, јер постоји могућност његовог чувања и ангажовања према нахођењу његовог имаоца. Новац у улози конзерватора вредности подразумева његову способност да одређени временски период сачува своју почетну вредност.

#### Новац као знак солвентности и ликвидности
Ова функција новца се састоји у томе што се помоћу њега изражава стање солвентности и ликвидности. Савремени процеси производње захтевају неодложно присуство новца за одржавање свог кружног тока.

#### Новац као гарант слободе потрошача
Функција се састоји у томе што се, по правилу, за новац могу купити све врсте роба и услуга које су изложене продаји без ограничења. Одлуком да купе или не купе одређену робу, учесници на тржишту утичу на процес производње, односно њихови ставови утичу на ефективну потражњу.

## Улога новца
Новац игра једну од кључних улога у тржишним привредама.
Оне се огледају, пре свега, у следећим:
- друштвена улога новца у економском систему састоји се у томе да он представља кључну карику која повезује робне произвођаче. Због тога се каже да је новац језик споразумевања међу људима.
- веома важна улога новца огледа се и у чињеници да се помоћу њега, дели, прерасподељује и троши национални доходак.
- новац има изузртно значајну улогу у привредној делатности предузећа, у функционисању државних органа власти и повећању заинтересованости робних произвођача да побољшају ефикасност привређивања рационалнијим кориштењем ресурса

Ова улога новца огледа се у:
- утицају на побољшање привредне делатности предузећа
- повећању заинтересованости различитих карика у привредном процесу да повећају производњу и снизе трошкове производње
- стварању режима зависности новчаних исплата од новчаних уплата што повећава заинтересованост робних произвођача, предузећа и државних органа да увеличају новчане приливе преко повећања производње и рационалног искоришћавања ресурса
- обављању, кроз новчани оптицај, контроле цена, обима и квалитета роба што доприноси потпунијем и квалитетнијем подмирењу потреба

- велика улога новца огледа се у регулисању привредних токова, нарочито када се то регулисање заснива, у првом реду, на инструментима монетарног регулисања. Монетарно регулисање усмерено је на подстицање привредног раста и запошљавања уз одржавање релативне унутрашње и спољне стабилности.

## Појам и класификација инфлације
Реч инфлација, у смислу надувавања новчаног оптицаја, употребљена је први пут у економској литератури у књизи „Велика папирна обмана или приближавање финансијске експлозије“ коју је Александар Демлер објавио у Њујорку 1864.године. Ова књига се појавила у периоду Америчког грађанског рата (1861-1865) када је, услед вишегодишњих огорчених сукоба између Севера и Југа, дошло до огромних разарања и скоро потпуне парализе привреде. Због немогућности да се на други начин обезбеди средства за финансирање ратних расхода држава је прибегла издавању папирног новца без покрића, што је изазвало велики раст цена и обезвређење домаћег новца.
Од тада се воде веома жучне теоријске и политичке расправе о инфлацији и о овом феномену постоји веома обимна економска литература. Разлог томе је у чињеници њеног сталног присуства у привредама све до данашњих дана и спорови о њеним узроцима, појавним облицима, последицама, као и мерама за њено отклањање. За многобројне дефиниције инфлације, иако не постоји јасна и јединствена дефиниција инфлације, може се рећи да се оне углавном своде на две основне: класична и савременија схватање инфлације.
Класична схватања дефинишу инфлацију као стање у коме, услед повећања новчаног оптицаја, долази до смањења вредности новца, а што се манифестује у општем порасту цена. Другим речима, створена је ситуација у којој „сувише велика количина новца јури за сувише малом количином роба“. Савременија схватања указују на чињеницу да до инфлације долази и када се не манифестује у општем порасту цена. То се најбоље могло видети у бившим социјалистичким земљама у којима је постојала јака државна контрола цена. Може се закључити да савременија схватања сматрају да суштина инфлације није у порасту цена него у поремећају равнотеже између понуде и тражње у коме „ефективна новчана тражња превладава над понудом роба и услуга, без обзира на то да ли се такво стање одражава или не на повећање нивоа цена“.
Инфлација се може квалификовати по разним основама, а најчешће се она разликује према следећим карактеристикама:
- према интензитету или јачини
- према дужини трајања
- према основним узроцима који је генеришу

Према интензитету инфлације можемо поделити на: благу или пузајућу (до 5% годишње), убрзану (5-15%), галопирајућу (15-50%) и хиперинфлацију (преко 50% годишњег раста цена). Према дужини трајања инфлаторног процеса инфлација може бити: једнократна (кратко трају), секундарна или хронична (дуже трају). Наводе се различити основни узроци који генеришу инфлацију а најпознатије су две: инфлација тражње и инфлација трошкова.

### Инфлација потражње
Према концепту инфлације тражње примарни узрок генерисања инфлације јесте повећање понуде новчане масе изнад оптималног нивоа што доводи до несклада између робних и новчаних фондова. Тада наступа механизам њиховог усклађивања која се одвија преко пораста општег нивоа цена. Усклађивање преко обима производње може да се одвија само у привредама у којима не постоји пуна запосленост фактора производње. Када постоји, или се достигне, пуна запосленост онда се усклађивање робних и новчаних фондова врши искључиво преко цена.
У условима глобалне равнотеже на парцијалним робним тржиштима може да долази до неравнотежа у смислу да постоји вишак тражње над робном понудом (дефицитарни сектори), односно мањак тражње у односу на понуду роба (суфицитни сектор). Уколико би постојала перфектна стабилност цена у привреди онда би на дефицитним секторима цене порасле сразмерно снижењу цена на суфицитарним секторима, али би општи ниво цена остао непромењен. Постоји веома флексибилно усклађивање цена навише и ригидност цена наниже. Због тога, и у условима глобалне равнотеже, неравнотежа на парцијалним тржиштима доводи до раста цена, односно генерише инфлацију јер је пораст цена на дефицитарним секторима већи од снижења на суфицитарним секторима.

### Инфлација трошкова
Према концепту инфлације трошкова основни узрочник раста цена, односно инфлације, треба тражити у порасту трошкова пословања и она не мора увек да буде последица вишка новчане тражње у односу на робне фондове. Када долази до аутономног пораста трошкова пословања онда се тај пораст покушава да аутоматски „угради“ у продајну цену што за последицу има општи пораст цена.
Многи економисти указују да без пораста новчане потражње, односно без монетарне експанзије, долази до проблема у реализацији друштвеног производа. Због тога се пред монетарну политику при појави инфлације трошкова поставља дилема: да ли да се иде на додатну монетарну експанзију и на тај начин доведе до рецесионих процеса у привреди, или да се прилагоди новонасталој ситуацији и додатном монетарном експанзијом санкционише пораст цена и тако подржи инфлационе процесе.
У таквој ситуацији централна банка се, да би избегла рецесионе процесе у привреди, најчешће одлучује да додатном монетарном емисијом санкционише постојеће стање. „Што доводи до својеврсне синтезе теорије ефективне новчане тражње и теорије инфлације трошкова. Инфлација тражње и инфлација трошкова обично се јављају истовремено, потхрањујући се, тако да инсистирање на њиховом разграничавању и одвојеном разматрању не прелази границе обичног академизма, мало корисног за практичну политику стабилизације“.

### Последице инфлације
За инфлацију се може рећи да је она показатељ стања једног привредног система, тако да је инфлација показатељ „болести привреде”. Када говоримо о последицама инфлације треба имати у виду о ком типу инфлације је реч, њеном интензитету, дужини трајања и слично. Већина економиста истиче да блага и краткотрајна инфлација има позитивне ефекте који се огледају у подстицању производње као резултат активирања неискоришћених фактора производње.
Основни негативни економски аспекти инфлације састоје се у:
- расподели дохотка између привредних грана
- деформацији ценовних сигнала са тржишта
- недовољном подстицању успешног пословања

У условима инфлације раст цена је различит за поједине привредне гране, јер долази до померања релативних цена у примарној расподели дохотка.
Када због инфлације долази до већег померања релативних цена долази и до деформације ценовних сигнала са тржишта, те све финансијске калкулације и планирања у привреди немају чврст ослонац и претварају се у „просто нагађање“.
То све ствара пословну несигурност у којој се о дугорочним циљевима развоја мање води рачуна, а у први план избијају краткорочни циљеви и интереси. Умјесто да се сва пажња концентрише на повећање ефикасности привређивања она се добрим делом концентрише на побољшање релативне позиције у примарној расподели дохотка.
Главни друштвени аспект инфлације састоји се у расподели дохотка између појединачних група што доводи до већих друштвених разлика. Треба нагласити да расподела дохотка међу појединим социјалним групама доводи до веће несигурности што за последицу има тензије у друштву, а има и негативне последице на укупну економску ефикасност привреде.

## Програми обуздавања инфлације
Због вишеструко негативних ефеката које инфлација има на привредни систем и друштво у целини, државе које се суоче са тим проблемом прибегавају конципирању и спровођењу стабилизационих програма којима се жели обуздати инфлација. Стабилизациони програми у ствари представљају одређени скуп координираних и конзистентних мера економске политике, које би требало у пракси да буду доследно примерене, како би дошло до стабилизације цена уз минималне стабилизоване трошкове који се за то морају да поднесу, а који се, пре свега, тичу стопе привредног раста и запослености.
Ако се посматра брзина са којом се стабилизационим програмом приступа обуздавању инфлације разликују се два основна типа ових програма: градуалистички програм и програм шок терапије. Градуалистичким програмом инфлација се обара постепено, у дужем временском периоду и, по правилу, уз ниже стабилизационе трошкове. С друге стране, шок терапија се примењује са циљем брзог сламања инфлације, односно тренутне дезинфлације за шта се, по правилу, морају платити виши стабилизациони трошкови.
Зависно од садржине мера које су предвиђене у стабилизационом програмима разликују се две основне антиинфлационе стратегије. Прва стратегије се обично назива ортодоксном, а друга хетеродоксном, односно ортодоксним и хетеродоксним програмом стабилизације.

### Ортодоксни програм стабилизације
Ортодоксни програм стабилизације представља скуп координисаних и конзистентних мера, пре свега, фискалне и монетарне политике, те девалвацију националне валуте.То се постиже:
- успостављањем фискалне равнотеже
- успостављањем монетарне равнотеже применом рестриктивне монетарне политике
- успостављањем платнобилансне равнотеже

### Хетеродоксни програм стабилизације
Хетеродоксни програм стабилизације поред мера које садржи ортодоксни програм стабилизације претпоставља и политику контроле надница и цена чиме се жели елиминисати даља инфлаторна инерција. Осим што садржи ортодоксни, овај програм стабилизације обухвата и хетеро компоненту по којој се он и разликује од ортодоксног програма стабилизације. Суштина хетеро компоненте је:
- политика контроле надница може да буде свеобухватна или делимична те да се остварује замрзавање или контролисаним ограничавањем раста номиналних надница
- политика контроле цена, као и код надница, може да буде свеобухватна и делимична те да се остварује замрзавањем или разним видовима контроле раста цена